# Clorhexidina
La clorhexidina és un agent antibacterià usat com a antisèptic i per a altres aplicacions. És un polibiguanida catiònic (bisbiguanida). S'utilitza principalment en forma de les seves sals (per exemple, el dihidroclorur, diacetat, i digluconat).
És al llistat de medicaments essencials, una llista dels medicaments més importants que es necessiten en un sistema bàsic de salut de l'Organització Mundial de la Salut.